# Zirkus Otelli

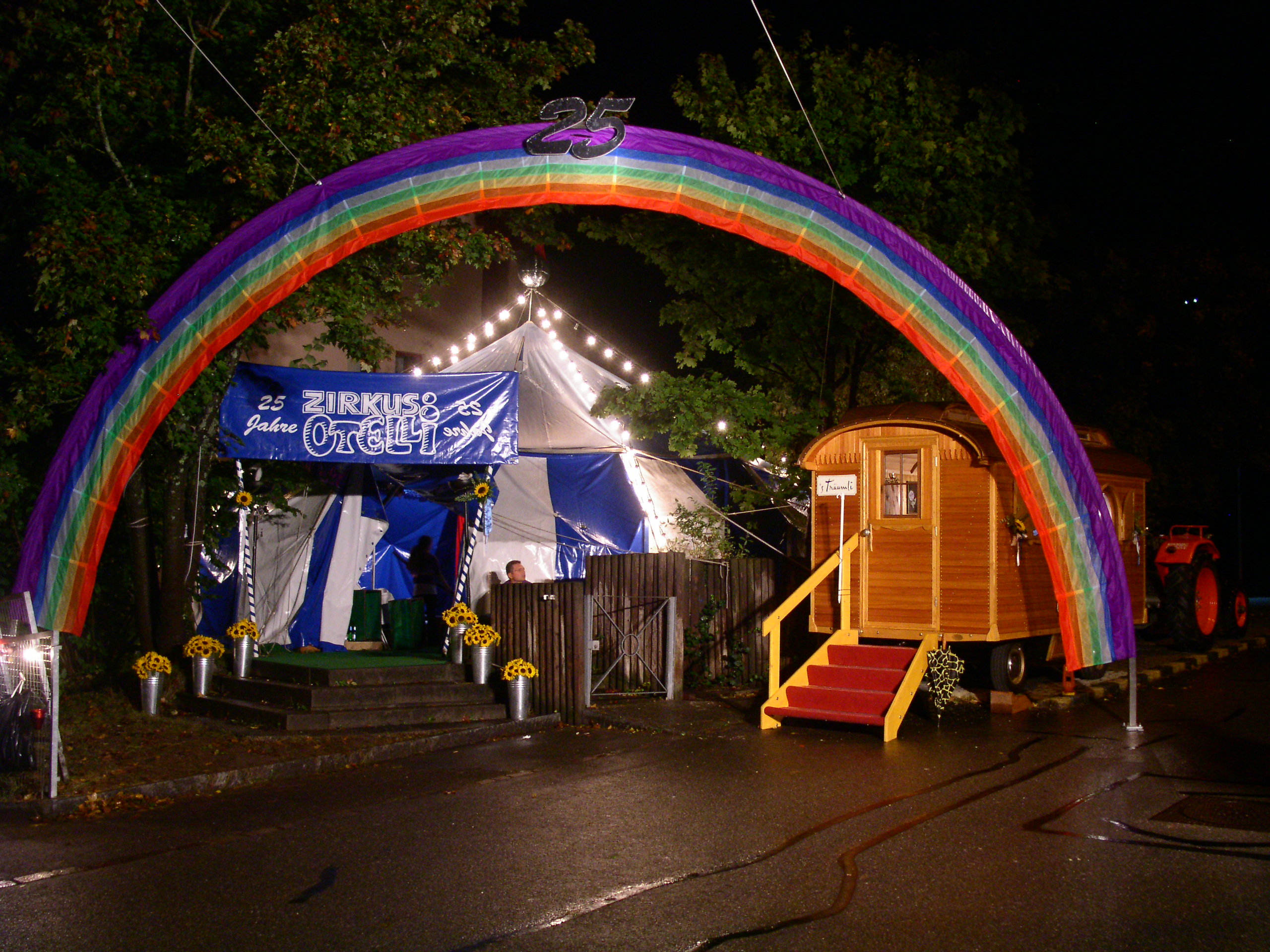
Zelt des Zirkus Otelli in Otelfingen,
25 Jahre-Jubiläum im Jahr 2010

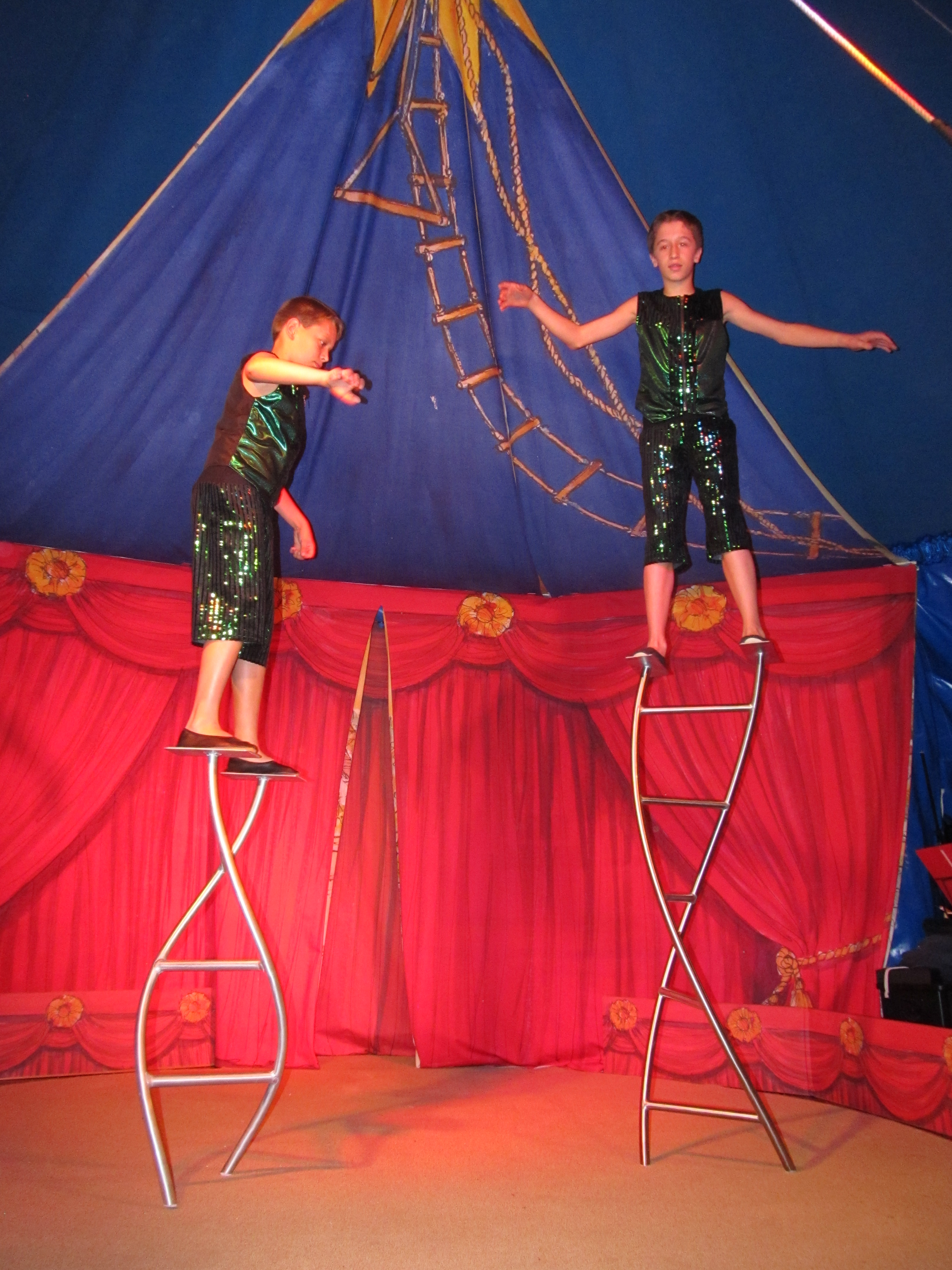
Leiternlaufen aus dem Programm des Zirkus Otelli 2015

Der Zirkus Otelli ist ein Schweizer Jugendzirkus in Otelfingen.

## Geschichte
Der Zirkus Otelli existiert seit 1986 in Otelfingen (Kanton Zürich, Schweiz) und wird von den Gründern Fritz Zollinger und Madeleine Häfele geleitet. «Otelli» ist ein Fantasiename zusammengesetzt aus: OTELfingen und den Endungen von (bekannten) Zirkussen wie ConeLLI, RoncaLLI, ZoLLI. Alle beteiligten Erwachsenen  (insbesondere alle Eltern der Kinder) arbeiten ehrenamtlich. Die Artisten sind zwischen sechs und sechzehn Jahren alt und bleiben dem Zirkus bis über zehn Jahre treu. In den ersten 32 Jahren machten 307 Kinder aus dem Dorf und der Umgebung bis nach Zürich und in den Kanton Aargau mit.

## Betrieb heute
Mit den Kindern (auch solchen mit Behinderung) wird ein- bis zweimal wöchentlich geprobt. Fast alle Disziplinen werden ihnen von Fritz Zollinger beigebracht, der seit 1974 seinen eigenen Einmann-Zirkus Zolli betreibt.
Die jährlich sieben Aufführungen finden – begleitet von einem Mini-Orchester – im September im kleinsten Zirkuszelt der Schweiz statt (für 120 Personen, Durchmesser 10 m, Höhe 4,5 m, Manege mit 4 m Durchmesser).

## Programm und Disziplinen
Der Zirkus Otelli zeigt seit Beginn jedes Jahr «klassischen Zirkus», d. h. Akrobaten, Clowns und Tiere. Neben den üblichen Zirkusnummern hat sich Otelli einen Namen gemacht mit einer Vielfalt von Luftnummern, Schleuderbrett, «Todesleiter», Schlappseil, Leiternlaufen und Bauchreden. Jährlich gibt es neue Mottos, welche u. a. mit den Clowns in sketchartigen Szenen dargeboten werden. An dressierten Tieren kommen Schweine, Ziegen, Schafe, Riesenschlangen, Hühner, «Muneli», Ponys und Hunde zum Einsatz.

## Besonderheiten
Bis in Profikreise hat sich Otelli einen Namen gemacht mit dem einzigen je dressierten Wildschwein (2000–2006), seinem Circusical 2015 «Das gaht nöd: Das git’s nöd» (Musik von Hannes Diggelmann), mit seiner Drehmanege (ab 2016), wie sie kein anderer Zirkus in der Schweiz besitzt, mit seinem 2015 erstmals in einem Zirkus durchgeführten interreligiösen Gottesdienst (katholisch, protestantisch und hinduistisch) und mit einem jährlich sehr ausführlichen Programmheft, das – ebenfalls einmalig in der Schweiz – keine Reklamen enthält. Der Platz vor dem Übungslokal des Zirkus Otelli trägt den Namen Zirkus-Otelli-Platz.